# パラレルターン

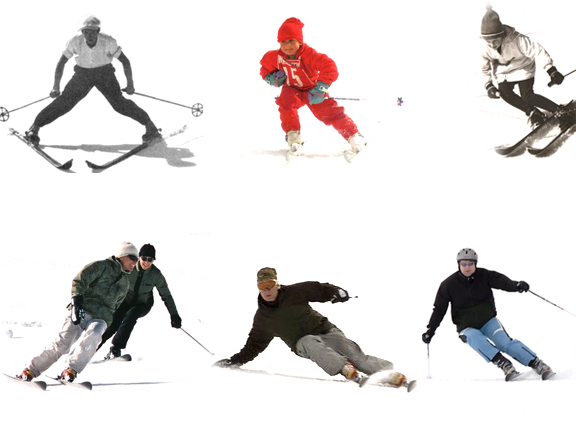
様々なスキー技術。下の写真3枚がパラレルターン。

パラレルターン（英語: Parallel turn）はスキーのターン技術の1つで、ターン前半から両脚を同調させて板を平行にしたまま向きを変える方法のことをいう。プルークボーゲンや、ステムターンの次に習得される技術である。内脚が早い段階からアウトエッジ側に返る点が、ステムターンなどと違う。

## 技術
ターン前半からの外脚加重により、軽くなった内脚の膝を返してエッジを外し、両脚を同調させて平行のままターンする。制動要素の多いスキッディング（ずらし）を主に用いる基礎パラレルと、推進要素の多いカービングを主に用いる実践パラレルに分類される。実際の滑走では両者の中間的なものが多く見られる。プルークボーゲン、ステムターンと同じで外脚荷重が基本である。ステムターンを習得すれば、大抵の斜面と雪質を降りることが出来るが、ステムは素早いターンや狭いところが苦手なため、コブや高速でのターンに対応する為にはパラレルターンが必要になってくる。
過去にはスキッディング（ずらし）の時は脚をほぼ揃えているスタンス（以前は密脚と呼ばれていた）、カービングの時は肩幅程度に開いているスタンス（同じく開脚と呼ばれていた）とスタンスを使い分けていたが、現在の全日本スキー連盟（SAJ）の指導方針では、いずれの滑り方も基本的には脚をほぼ揃えているスタンスとしている。なお、実際の滑走では、ゲレンデの雪面状況や高速で滑走（アルペン競技等）する場合などでは、肩幅程度に開いているスタンスにすると踏ん張りが利いて滑りやすい事もあり、状況により使い分けられる。

### スキッディングターン
パラレルターンの一種であり、山スキーに踏みかえた後に、スキー板をずらして制動しながら回旋してから山まわりに移行することでターンする技術。ターンの外脚が滑走プルークやシュテムターンと近い動きをするため、パラレルターンの中では易しい技術であり、前述の「3本の矢（滑走プルーク・横滑り・シュテムターン〔シュテム動作〕）」から展開・移行して至る技術の「基礎パラレルターン」の一つにもなっている。スキッディングターンは制動性が高いことから、安全を重視して滑る技術でもある。

### カービングターン
パラレルターンの一種であり、ターン開始時に脚をターン内側に傾けて、意図的な荷重や外力を利用した荷重によってスキー板をたわませて曲面を作り、これを雪面に食い込ませることで足場を作ってターンする技術。スキッディングターンと異なり板の制動要素が少ないため、高速滑走が可能となる。かつては難しい技術であったが、カービングスキーの登場により一般スキーヤーにも可能な技術となった。カービングとは「彫り込む（CARVE）」の意味であって「曲がる（CURVE）」の意味ではない。
パラレルターンでの姿勢は従来からターンの内側に倒れている脚（下半身）に対して上半身をカーブ外側に倒す「『く』の字」と呼ばれる姿勢が基本（上写真・右下のスキーヤーの姿勢に近いが、これは高速滑走の場合）となっていたが、カービングスキーが普及し始めた頃のSAJではカービングターンを重視した「楽なスキー」を目指して、下半身と上半身がほぼ一直線にターン内側に倒れている（内倒と呼ばれる）姿勢が導入されていた事があった（上写真・左下と中央下のスキーヤーの姿勢）。現在はカービングターンにおいても外脚荷重が重視されるようになり、再び「『く』の字」姿勢による外脚荷重の技術に戻している。

## パラレルターン小回り
早いリズムで外スキーから次の外スキーまで踏み換えながら滑る技術で、パラレルターンの小回り的といえるターン。以前はウェーデルンと呼ばれていて、主に上級者のターン技術である。
後述のテールを振るウェーデルンを取得する課程においてプルークボーゲンで早いリズムでターンをおこなうプルークウェーデルンもある。
1980年代に入り、海外のスキー板の滑走性能が飛躍的に進歩して、従来のひねり運動にあまり頼らずサイドカーブによるカービングターンで弧を描くウェーデルンが使われ始めていたが、従来のスキッディング（ずらし）操作の性能が優れていたスキー板も健在だったため、両方の技術が同時に存在していた。
1990年代に入り国内外のトップスキーレーサーが使っていたカービングターンが実現可能なカービングスキーが普及し、カービングターンが認知されるようになった。つまりカービングスキーができる前の1980年代から従来のスキー板によってカービングターンは実現されていたが、広く認知されたのはカービングスキーが一般的となり一般上級者でも実現可能となった1990年代後半からで、SAJでも90年代後半に入り、ウェーデルンを教程から削除し、使用しなくなった。これはウェーデルンという言葉の意味がもともとドイツ語で「犬が尻尾を振る」という意味であるためで、この時期に登場したカービングスキーによるショートリズムでも丸いターン弧を刻むことができ、ずらしてターンを刻むという意味に合わなくなったためである。よって、従来のロングターンの呼び方がパラレルターンとなっていたのを現在はパラレルターン大回りと、ショートターンの呼び方がウェーデルンとなっていたのを現在はパラレルターン小回りと呼ぶようになった。しかし日本プロスキー教師協会（SIA）では独自の教程を設けており、現在でもウェーデルンの呼称を使用している。
パラレルターン小回りでは捻り（と反動）を使った小回りと弧を描く小回りの2つが使えると、より実践的であらゆる斜面に対応できる。

## 参照項目
- アルペンスキー
- プルークボーゲン
- ステムターン